# F♯ A♯ ∞
F♯A♯∞ es el segundo (el primero oficialmente) álbum de la banda canadiense Godspeed You Black Emperor! (posteriormente renombrada a Godspeed You! Black Emperor). Fue lanzado dos veces, primero en 1997 como un LP vinílico por Constellation Records y después como un CD en 1998 por Kranky. Las canciones están divididas en varios movimientos. La versión en CD fue remasterizada y editada incluyendo material adicional, incluyendo una pista extra y una pista oculta.

## Historia
El vinilo original estuvo limitado a una tirada de 500 copias, y venía en un paquete hecho a mano con varios elementos, incluyendo impresiones fotográficas originales, pósteres, y una moneda canadiense aplastada por un tren. La tapa del disco y sus solapas internas no hacían ninguna mención a los nombres de las canciones incluidas en él. Los nombres, en cambio, estaban grabados en los surcos no reproducibles del vinilo acompañados del número de catálogo y la indicación de lado. La última pista es un surco cerrado, que sigue un ciclo indefinidamente en algunos reproductores de vinilos. El título del disco es técnicamente F Sharp, A Sharp, Infinito, una referencia a las notas en que cada lado comienza y al ciclo infinito al final del disco.

LP del álbum F♯A♯∞ y los distintos ítems que contiene, escritos, imágenes y el penique "atropellado" por un tren.

La canción "East Hastings" es llamada así por una calle en el lado oeste de Vancouver. Con la autorización de la banda, una porción editada de la pista fue utilizada como banda sonora de la película de Danny Boyle de 2002, 28 Days Later, a pesar de que no aparece en la banda sonora comercializada de la película.
La entrevista vox pópuli incluida al comienzo de la canción "Providence" hace referencia a "A Country Boy Can Survive" por Hank Williams, Jr. y es aparentemente el mismo hombre que cita a Blaze Bayley en "BBF3" del disco de la banda Slow Riot for New Zerø Kanada.

## Lista de canciones

### Edición en vinilo
1. "Nervous, Sad, Poor…" – 20:43
  1. "The Dead Flag Blues (Intro)" – 6:09
  2. "Slow Moving Trains" – 3:23
  3. "The Cowboy…" – 4:16
  4. "Drugs in Tokyo" – 3:29
  5. "The Dead Flag Blues (Outro)" – 1:52
  6. (untitled segment) – 1:34
2. "Bleak, Uncertain, Beautiful…" – 17:40
  1. "…Nothing's Alrite in Our Life…"/"The Dead Flag Blues (Reprise)" – 2:00
  2. "The Sad Mafioso…" – 5:33
  3. "Kicking Horse on Brokenhill" – 5:36
  4. "String Loop Manufactured During Downpour…" – 4:29

### Edición en CD
1. "The Dead Flag Blues" – 16:27
  1. "The Dead Flag Blues (Intro)" – 6:37
  2. "Slow Moving Trains" – 3:33
  3. "The Cowboy…" – 4:17
  4. "The Dead Flag Blues (Outro)" – 2:00
2. "East Hastings" – 17:58
  1. "…Nothing's Alrite in Our Life…"/"The Dead Flag Blues (Reprise)" – 1:35
  2. "The Sad Mafioso…" – 10:44
  3. "Drugs in Tokyo" – 3:43
  4. "Black Helicopter" – 1:56
3. "Providence" – 29:02
  1. "Divorce & Fever…" – 2:44
  2. "Dead Metheny…" – 8:07
  3. "Kicking Horse on Brokenhill" – 5:53
  4. "String Loop Manufactured During Downpour…" – 4:36
  5. "J.L.H. Outro" – 4:08